# Malacófago

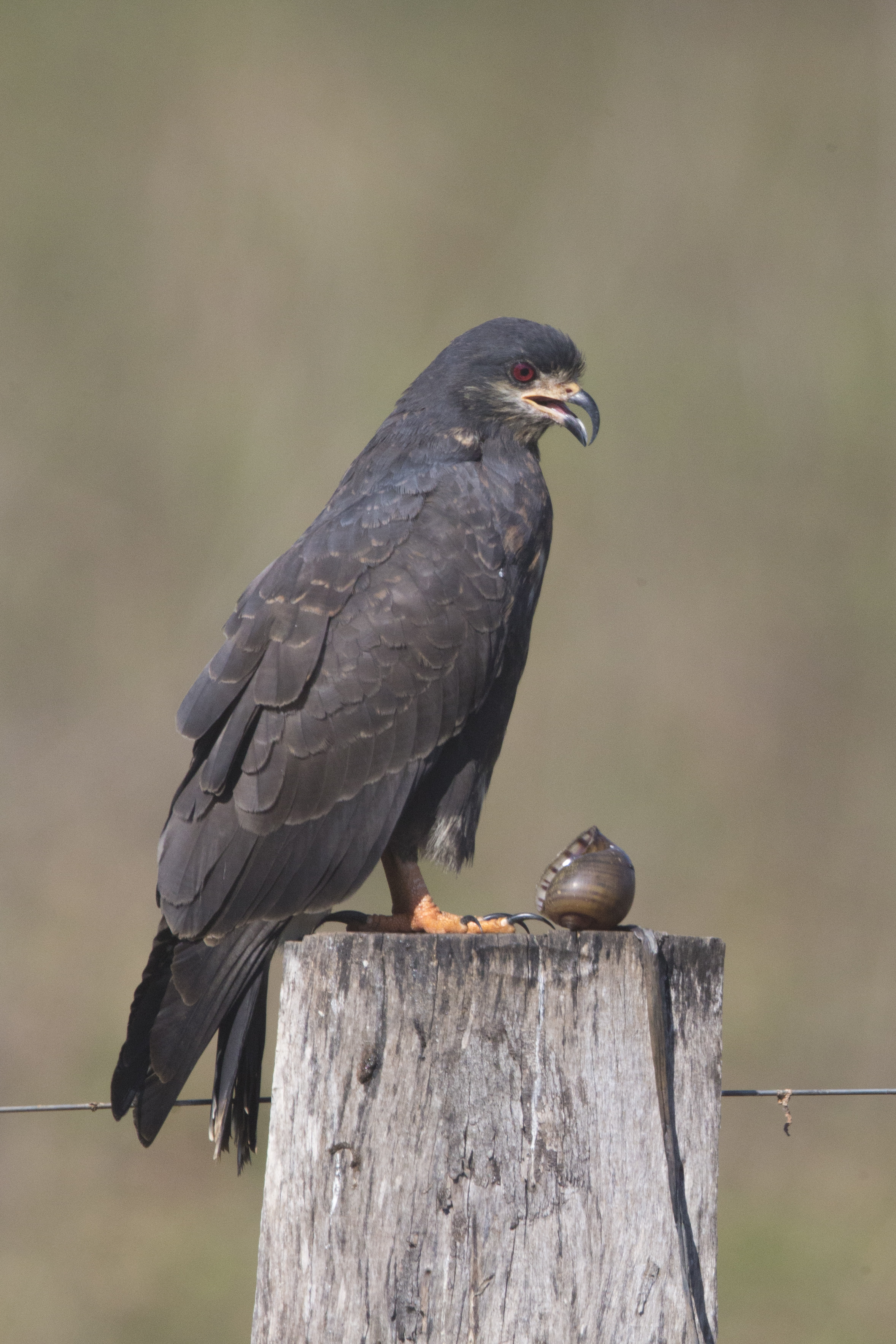
Jovem macho de Gavião-caramujeiro

São denominados por malacófagos os animais cuja dieta é predominantemente à base de moluscos (como caramujos de água doce). São uma espécie de carnívoros especializados.
A malacofagia é realizada de várias maneiras, com alguns animais altamente adaptados a esse método de comportamento alimentar. Um comportamento semelhante, durofagia, descreve a alimentação de animais que consomem organismos com conchas duras ou exoesqueletos , como corais, moluscos com conchas ou caranguejos.